# Nyngan naperőmű
A Nyngan naperőmű Ausztrália legnagyobb teljesítményű napelemparkja. Építésének idején a déli félteke legnagyobb ilyen létesítménye volt. Az erőmű az Új-Dél-Walesben található, Nyngan település mellett, attól 10 kilométerre nyugatra, az AGL Energy energetikai vállalat üzemelteti.
A napelemparkban több mint 1,3 millió napelemtáblát helyeztek el, melyek együttesen 102 MW teljesítmény leadására képesek. Az erőművet 2015. április 18-án helyezték üzembe, teljes kapacitását 2016 júliusában érte el.
Az országban több, ennél is nagyobb teljesítményű napelempark tervezése és kivitelezése is folyamatban van.

## Broken Hill naperőmű
A Nyngantól 600 kilométernyire, nyugatra fekvő 53 MW teljesítményű Broken Hill naperőművet 2016 decemberében helyezték üzembe és a Nyngan naperőművel közösen együtt 155 MW teljesítmény leadására képesek.

## Pénzügyi háttér
Az állam kormányzata az Australian Renewable Energy Agency (ARENA) által odaítélt 166,7 millió ausztrál dollárból építtette fel a két erőművet, továbbá az állam kormánya 64,9 millió ausztrál dollár önerőt biztosított a projekt megvalósulására. A tervek megvalósítását számos kritika övezte, főleg annak finanszírozásával kapcsolatban. A napelemparkokat az AGL építette, a First Solar vállalattal közösen, tovább a Nyngan önkormányzatának, Broken Hill önkormányzatának támogatásával valósították meg. A beruházás összköltsége 440 millió ausztrál dollár volt.
A két erőmű évente 360 000 megawattóra megújuló energiát biztosít mintegy 50 000 ausztrál háztartás energiaellátását biztosítva.

## Fordítás
Ez a szócikk részben vagy egészben  a   Nyngan Solar Plant című angol Wikipédia-szócikk ezen változatának fordításán alapul.  Az eredeti cikk szerkesztőit annak laptörténete sorolja fel. Ez a jelzés csupán a megfogalmazás eredetét és a szerzői jogokat jelzi, nem szolgál a cikkben szereplő információk forrásmegjelöléseként.